# Dotační podvod
Dotační podvod je zamlčení nebo uvádění nepravdivých či hrubě zkreslených údajů v žádosti o poskytnutí dotace, příp. její využití na jiný než určený účel. Existuje celá řada druhů dotačních podvodů dosahujících různých částek. Často se k jejich uskutečnění užívá účelovým grantům z Evropské unie nebo ze státních dotačních programů. Je také, často chybně, mediálně vydáván za formu korupce, jedná se však o zcela odlišný čin. I přesto může být součástí větších korupčních kauz.
Dotační podvod je ve většině zemí, včetně České republiky, trestným činem nebo přečinem.

## České právo
Citace paragrafu § 212 trestního zákoníku o dotačním podvodu:
Dotační podvod
(1) Kdo v žádosti o poskytnutí dotace, subvence nebo návratné finanční výpomoci nebo příspěvku uvede nepravdivé nebo hrubě zkreslené údaje nebo podstatné údaje zamlčí, bude potrestán odnětím svobody až na dvě léta nebo zákazem činnosti.
(2) Stejně bude potrestán, kdo použije, v nikoli malém rozsahu, prostředky získané účelovou dotací, subvencí nebo návratnou finanční výpomocí nebo příspěvkem na jiný než určený účel.
(3) Odnětím svobody na šest měsíců až tři léta bude pachatel potrestán, spáchá-li čin uvedený v odstavci 1 nebo 2 a byl-li za takový čin v posledních třech letech odsouzen nebo potrestán.
(4) Odnětím svobody na jeden rok až pět let nebo peněžitým trestem bude pachatel potrestán, způsobí-li činem uvedeným v odstavci 1 nebo 2 větší škodu.
(5) Odnětím svobody na dvě léta až osm let bude pachatel potrestán,
a) spáchá-li čin uvedený v odstavci 1 nebo 2 jako člen organizované skupiny,
b) spáchá-li takový čin jako osoba, která má zvlášť uloženou povinnost hájit zájmy poškozeného, nebo
c) způsobí-li takovým činem značnou škodu.
(6) Odnětím svobody na pět až deset let bude pachatel potrestán,
a) způsobí-li činem uvedeným v odstavci 1 nebo 2 škodu velkého rozsahu, nebo
b) spáchá-li takový čin v úmyslu umožnit nebo usnadnit spáchání trestného činu vlastizrady (§ 309), teroristického útoku (§ 311) nebo teroru (§ 312).
(7) Příprava je trestná.

### Shrnutí
České právo tedy rozlišuje míru podvodu podle:
- Výše dotace či finanční výpomoci
- Kriminální historie pachatele týkající se tohoto činu
- Míry způsobené škody
- Spáchání činu jako člen organizované skupiny
- Spáchání činu při obhajování zájmu poškozeného
- Spáchání činu za účelem umožnění spáchání závažnějších trestních činů, výše popsaných

Trestná je i příprava takového činu. Dle jeho míry tedy uděluje tresty:
- Odnětí svobody na 6 měsíců až 10 let
- Zákaz činnosti

V roce 2016 jsou dotační podvody v Česku relativně rozšířeným trestným činem.

## Princip dotačního podvodu
Dotační podvod jako takový je založený na získání peněz z účelové dotace. Nejčastěji pak od státu, nebo z grantů Evropské unie. Výjimkou nejsou však ani dotace od soukromníků.

### Přehnaná dotace
Nebo také lidově "Přestřelená" dotace. Většina dotačních podvodů funguje na tomto principu. To je zažádání o větší finanční výpomoc, než je potřeba pro uskutečnění projektu. Rozdíl si pak žadatel ponechá, nebo se o něj rozdělí.

### Nesmyslná dotace
Taková dotace nemá reálný nebo má přehnaný, bezvýznamný nebo žádný základ a je založená na falešné nebo částečně falešné žádosti. Spočívá v podání žádosti na neexistující nebo bezvýznamný problém. Peníze na dotaci si žadatel ponechá nebo si ponechá většinu a zbytek použije na zamaskování činu.

### Hrubě zaokrouhlená dotace
Tento podvod spočívá v uvádění zaokrouhlených nebo nepřesných částek. Žádost o dotaci je zpravidla oprávněná a má reálný základ.

## Druhy dotačního podvodu
Dotační podvod lze dělit dle druhu použité dotace:

### Dotace na zemědělství
Princip takové dotace často spočívá v přehnaných nebo hrubě zaokrouhlených škodách na úrodě, které zaplatí EU z dotace na obnovu zemědělství. Tento podvod však musí mít reálný základ, například suchou sezónu nebo naopak povodeň...

### Dotace na kulturu a místní rozvoj
Jedná se o velice rozšířenou podmnožinu dotačního podvodu. Princip spočívá v zažádání dotace na obnovu krajiny, různých druhů národního bohatství nebo na rekonstrukci či stavbu domů za účelem provozování služeb. Zažádá se o větší finanční výpomoc, než je potřeba, nebo se z často vymyšlených důvodů projekt nedostaví. Také se může postavit stavba za účelem služeb, které tam nikdy provozovány nebudou. Typicky je objekt po určité době prodán nebo je používán pro soukromé účely.

### Dotace pro samosprávy
Využití účelové dotace samosprávou (Typicky obcí) na neexistující nebo zanedbatelný problém v jejím okolí, může se jednat i o nahrazení škod po katastrofě, např. povodni. Nejedná se ovšem o dotaci pro zemědělce, nýbrž na opravu objektů spravovaných samosprávou nebo občany v jejím okolí.

### Dotace na vzdělání
Typicky je založena agentura (pouze za účelem dotačního podvodu), která za peníze z grantů EU bude proškolovat vlastní zaměstnance, nebo zaměstnance předem domluvené společnosti, která agenturu skrytě založila. Také jsou případy, kdy jsou proškolováni občané bez zjevného důvodu, např. sociálně slabí občané.

### Podvod v rámci korupční kauzy
Patrně nepříliš častý druh dotačního podvodu, jenž je součástí větší korupční kauzy, zpravidla spáchané politiky nebo úředníky. Takový podvod je většinou spáchaný při spolupráci vyhlašovatele a žadatele dotace. Ti se pak rozdělí o zisk.